# Tidus
Tidus (ティーダ Tīda) is een personage in de computerspelserie Final Fantasy en Kingdom Hearts van Square Enix. Hij verscheen voor het eerst als de protagonist in de Japanse role playing game Final Fantasy X uit 2001. In het vervolg Final Fantasy X-2 was hij onderdeel van het plot maar kwam hij niet terug als een speelbare personage.

## Verschijningen

### Final Fantasy X
Het verhaal van Final Fantasy X gaat over Tidus, een reizende blitzball speler van het fictief stadje Zanarkand. Nadat een mysterieus monster genaamd "Sin" zijn stad heeft aangevallen, werd hij getransporteerd naar Spira. Verdwaald en verward ontmoet Tidus de nieuwe "summoner" Yuna en haar "guardians". Zij gaat op een bedevaart om Sin te stoppen, en door haar te vergezellen, hoopt Tidus zijn weg terug te vinden.